# Оледжо-Кастелло
Оледжо-Кастелло (італ. Oleggio Castello, п'єм. Olegg Castel) — муніципалітет в Італії, у регіоні П'ємонт,  провінція Новара.
Оледжо-Кастелло розташоване на відстані близько 540 км на північний захід від Рима, 100 км на північний схід від Турина, 34 км на північ від Новари.

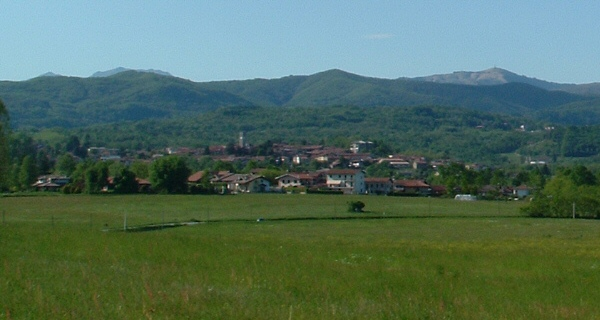

Населення — 2029 осіб (2014).
Покровитель — святий Мартин.

## Демографія
Населення за роками:

Станом на 1 січня 2023 року в муніципалітеті офіційно проживало 85 іноземців з 23 країн, серед них 27 громадян країн Євросоюзу та 8 громадян України.

## Сусідні муніципалітети
- Арона
- Коміньяго
- Гаттіко
- Паруццаро